# Ampelocissus polythyrsa
Ampelocissus polythyrsa là một loài thực vật hai lá mầm trong họ Nho. Loài này được (Miq.) Gagnep. miêu tả khoa học đầu tiên năm 1911.